# Adam (Lombardo)
Pour les articles homonymes, voir Adam (homonymie).
Adam est une statue en marbre réalisée vers 1490-1495 par le sculpteur italien de la Renaissance Tullio Lombardo. Elle est aujourd'hui conservée au Metropolitan Museum of Art de New York, qui l'a achetée en 1936. Elle est d'une importance primordiale en tant que première sculpture en marbre nu grandeur nature depuis l'Antiquité.

## Provenance
Auparavant, l'Adam était passé par la famille Vendramin-Calergi, restant dans le Palazzo Vendramin-Calergi à Venise lorsque la duchesse de Berry a acheté le palais en 1844. Elle le vend ensuite à Henri d'Artois, comte de Chambord en 1865. Il a ensuite été enregistré comme propriété de la princesse Beatrix de Bourbon-Massimo avant d'être acquis par Henry Pereire après 1921, puis transmis à sa veuve et à diverses maisons de vente aux enchères avant d'être acquis par le musée new yorkais en 1936.

## Accident et restauration
Dans la soirée du 6 octobre 2002, l'Adam, qui était exposé au Metropolitan Museum of Art, s'est écrasé sur le sol du patio de Vélez Blanco où il se trouvait, le brisant en 28 gros morceaux et des centaines de petits fragments. Une enquête sur la catastrophe a établi que cela s'est produit lorsque le socle en bois sur lequel la sculpture était exposée s'est avéré insuffisant pour le poids du marbre et a cédé. Après plus d'une décennie de restauration minutieuse, l'Adam est à nouveau exposé au musée depuis 2014,. Les responsables du musée affirment que leur processus de restauration de la sculpture a contribué à créer un nouveau modèle pour la conservation des grandes sculptures.